# عيسى علي العاكوب
عيسى علي العاكوب (ولد في الرقة 1950م) هو أديب ومترجم وشاعر سوري. يشغل منصب عميد كلية الآداب في جامعة حلب من عام 2009.
حصل على دكتوراه في النقد والبلاغة من جامعة دمشق، كما نال الجائزة العالمية للباحث المتميز في الدراسات الإيرانية. درٌس في جامعة حلب منذ سنة 1982م، وشغل منصب رئيس قسم اللغة العربية في جامعة قطر من 2005 - 2007م، وهو عضو في مجمع اللغة العربية بدمشق.

## آثاره

### المؤلفات
- «تأثير الحكم الفارسية في الأدب العربي» 1988م.
- جماليات الشعر النبطي. 1993م.
- المفصَّل في علوم البلاغة العربية: المعاني والبيان والبديع. 1996م.
- «التفكير النقدي عند العرب» 1997م.
- «موسيقا الشعر العربي» 1997م.
- العاطفة والإبداع الشعري: دراسة في التراث النقدي عند العرب إلى نهاية القرن الرابع الهجري. 2002م.
- عقود الجمان في المعاني والبيان للسيوطي (تحقيق). 2017.

### ترجمات من الفارسية
- «رسائل مولانا جلال الدين الرومي» - ترجمة عن الفارسية. 2012م.
- «يد الشعر - خمسة شعراء متصوفة من فارس» - تأليف عنايت خان - ترجمة عن الفارسية.
- يد العشق.. مختارات من ديوان شمس تبريز لمولانا جلال الدين الرومي. 2002م.
- «من بلخ إلى قونيه سيرة حياة مولانا جلال الدين الرومي» - تأليف بديع الزمان فروزانفر - ترجمة عن الفارسية. 2006م..
- «كتاب فيه ما فيه أحاديث مولانا جلال الدين الرومي» - ترجمة عن الفارسية. 2002م.[3]
- رباعيات مولانا جلال الدين الرومي. 2004.
- المجالس السبعة، أحد كتب مولانا جلال الدين الرومي النثرية. 2004م.

### ترجمات من الإنجليزية
- الخيال الرمزي، روبرت بارت اليسوعي. 1992م.
- الرومانسية الأوربية بأقلام أعلامها. 1993م.
- نظرية الأدب في القرن العشرين. 1996م.
- لغة الشعراء. 1996م.
- طبيعة الشعر. 1997م.
- اللغة والمسؤولية. 1998م.
- قضايا النقد. 1998م.
- الشمس المنتصرة: دراسة آثار جلال الدين الرومي. 2001.
- الرومي والتصوف. 2001.
- أبعاد صوفية للإسلام. 2006.
- وأن محمدًا رسول الله. 2007.
- بين الله والإنسان: دراسة دلالية لنظرة القرآن إلى العالم. 2007.

كما ترجم ثلاثة كتب من الإنكليزية للمستعرب الياباني إيزوتسو، وهي:
- «الله والإنسان في القرآن، علم دلالة الرؤية القرآنية للعالم» - 2007 م.
- «المفهومات الأخلاقية- الدينية في القرآن» - 2008 م.[1]
- «مفهوم الإيمان في علم الكلام الإسلامي: تحليل دلالي للإيمان والإسلام» - 2010 م.[4]

## جوائزه
- حصل على الجائزة العالمية لكتاب السنة في الجمهورية الإسلامية الإيرانية في طهران سنة 2003م.
- حصل على الجائزة العالمية للباحث الفعال في الدراسات الإيرانية من رئاسة الجمهورية الإيرانية 2006م.[1]
- كرَّمته جامعة حلب بالاشتراك مع اتحاد الكتَّاب العرب، في اليوم العالمي للغة العربية، وأقيم الحفل في مدرَّج كلية الطب الكبير بالجامعة، عام 2022، وممَّن كُرِّم معه كلٌّ من: صلاح كزَّارة، وجورج جبُّور، وأحمد محمد قدوُّر، وفايز الداية، وحسين جمعة.[5]